# Эстафета 4×200 метров
Эстафета 4×200 метров — командная дисциплина в легкоатлетической программе. Команда из 4 спортсменов должна, передавая эстафетную палочку, пробежать 800 метров и опередить на финише соперников. Каждый участник команды пробегает по 200 метров. Несмотря на то, что данный вид программы долгое время отсутствовал на чемпионатах мира и Олимпийских играх, IAAF фиксирует мировые рекорды в этой дисциплине.

## Чемпионат мира
Первый чемпионат мира по легкоатлетическим эстафетам прошёл 24-25 мая 2014 года на стадионе Томаса Робинсона в городе Нассау, Багамские острова.

## Мировые рекорды

### Мужчины
| Рекорд  | Страна | Состав команды                                     | Дата      | Место                     |
| ------- | ------ | -------------------------------------------------- | --------- | ------------------------- |
| 1.18,63 | Ямайка | Никель Ашмид Уоррен Уир Джермейн Браун Йохан Блэйк | 24.5.2014 | Нассау, Багамские острова |

### Женщины
| Рекорд  | Страна | Состав команды                                            | Дата       | Место            |
| ------- | ------ | --------------------------------------------------------- | ---------- | ---------------- |
| 1:27,46 | США    | Латаша Дженкинс Латаша Коландер Ненсин Перри Марион Джонс | 29.04.2000 | Филадельфия, США |